# Sandra Vergara

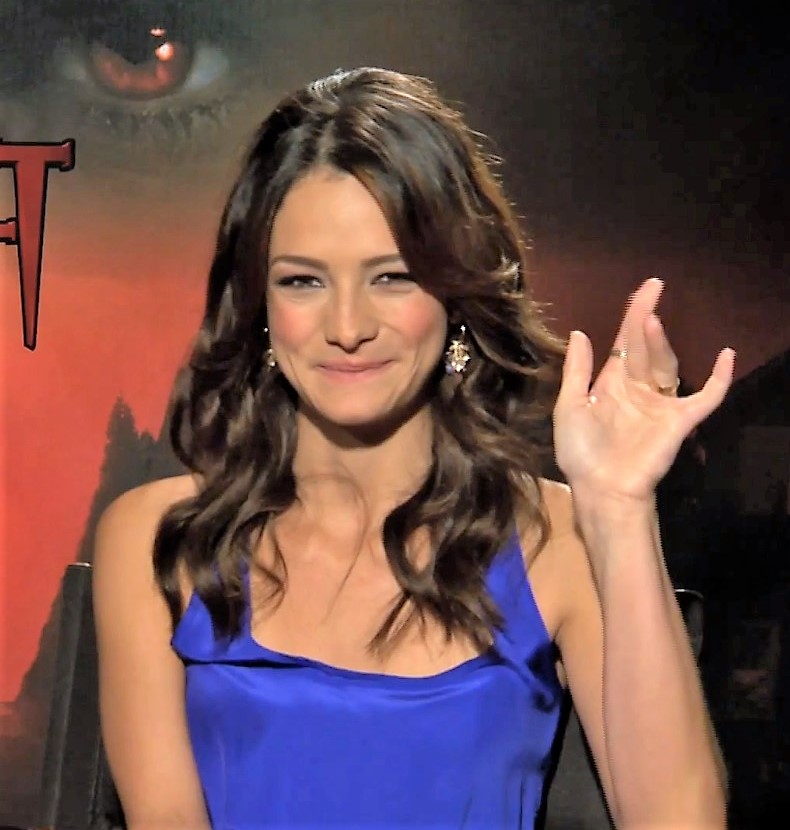
Sandra Vergara, 2011

Sandra Vergara (* 11. September 1988 in Kolumbien) ist ein kolumbianisches Model, Schauspielerin und Talkshow-Moderatorin. Sie ist eine Cousine und adoptierte Schwester der Schauspielerin Sofía Vergara. Seit 2015 ist sie neben der Drag-Queen RuPaul und dem plastischen Chirurgen Terry Dubrow als Talkmaster der E!-Talkshow Good Work zu sehen.

## Leben und Karriere
Sandra Vergara wurde am 11. September 1988 in Kolumbien geboren. Als sie etwa einen Monat alt war und ihre Mutter starb, wurde sie von deren Schwester, Sandras Tante, Margarita Vergara Dávila de Vergara, einer Haushälterin, und deren Ehemann Julio Enrique Vergara Robayo, einem Rinderproduzenten für die Fleischindustrie, adoptiert. Neben der rund 16 Jahre älteren Schwester Sofía hatte sie dabei auch noch drei weitere Geschwister, darunter der ältere Bruder Rafael, der im Jahre 1998 bei einem Entführungsversuch in der kolumbianischen Hauptstadt Bogotá ermordet wurde. Noch in ihrer Heimat Kolumbien hatte Sandra Vergara ihre ersten Auftritte in Film und Fernsehen. So sah man sie unter anderem 2004 im vielfach ausgezeichneten peruanischen Filmdrama Días de Santiago – Krieg kennt nur Opfer unter der Regie von Josué Méndez. Zwei Jahre später wirkte sie ab der Pilotfolge an der peruanischen Telenovela Condominio S.A., die zu dieser Zeit täglich auf Andina de Televisión ausgestrahlt wurde, in der Rolle der Sandy mit.
Während dieser Zeit kam Vergara auch in die Vereinigten Staaten, um sich dort als Visagistin, vor allem auf Spezialeffekte spezialisiert, zu versuchen und um an der UCLA zu studieren. Dennoch wollte sie auch zu dieser Zeit als Schauspielerin Fuß fassen, kam nebenbei aber auch noch in südamerikanischen Produktionen zum Einsatz, darunter 2007 als Pamela in einer unbekannten Anzahl an Folgen von Baila Reggaeton oder 2009 als Molly in einer ebenso unbekannten Anzahl an Episoden von Los del Solar, wo sie neben anderen Telenovela-Kollegen, mit denen sie bereits zuvor in Condominio S.A. zusammenarbeitete, zu sehen war.
Daneben war die junge Kolumbianerin auch als Mode- und Make-up-Stylistin, sowie als Model auch in den USA tätig und arbeitete, ohne nennenswerte Unterstützung durch ihre wesentlich berühmtere und erfolgreichere Adoptivschwester, weiterhin an ihrer Schauspielkarriere. So war sie unter anderem in den Jahren 2008 und 2009 erstmals in einer US-Serie zu sehen, wobei sie jedoch in Eleventh Hour – Einsatz in letzter Sekunde und CSI: Miami in jeweils nur einer einzigen Episode auftrat. Dennoch bekam sie, nachdem sie im selben Jahr auch in einer Folge von Nip/Tuck – Schönheit hat ihren Preis mitwirkte, eine Hauptrolle im Ensemble rund um die kurzlebige peruanische Telenovela Chico de mi Barrio, in der man sie in insgesamt 40 verschiedenen Folgen als Sofia sah. Im Folgejahr wurde Sandra Vergara auch für diverse US-Filmproduktionen gebucht, neben Einsätzen in Michael Patrick Kings A Mann’s World, sah man sie auch in den Filmen Fright Night oder God Bless America.
Nachdem sie 2012 lediglich in drei Folgen der Webserie Fetching mitwirkte, war das Model, das unter anderem in der Maxim abgelichtet wurde, im Jahre 2013 in der Rolle der Marisol in David Katzenbergs, dem Sohn von Jeffrey Katzenberg, Komödie Dumb Girls zu sehen. Des Weiteren übernahm sie in der 14. Episode der 13. Staffel von CSI: Vegas die Rolle der später als Mörderin überführten Silvana Cuerto, um die sich beinahe die gesamte Episode dreht. Außerdem hatte sie 2013 als Theresa Corazon, die als Model bei Forrester Creations unter Vertrag steht, eine in fünf Episoden wiederkehrende Rolle in der Langzeit-Seifenoper Reich und Schön. 2014 war das Model im Kurzfilm Song from a Blackbird unter der Regie des kolumbianischstämmigen Nachwuchsfilmschaffenden Enrique Pedráza Botero zu sehen. 2015 war Vergara neben der Drag-Queen RuPaul und dem Schönheitschirurgen Terry Dubrow als Talkmaster der E!-Talkshow Good Work zu sehen.

## Filmografie
Filmauftritte (auch Kurzauftritte)
- 2004: Días de Santiago – Krieg kennt nur Opfer (Días de Santiago)
- 2004: Broom Flower
- 2005: Mañana te cuento
- 2011: A Mann’s World
- 2011: Fright Night
- 2011: God Bless America
- 2013: Dumb Girls
- 2014: Japy Ending
- 2014: Song from a Blackbird (Kurzfilm)

Serienauftritte (auch Gast- und Kurzauftritte)
- 2006: Condominio S.A. (unbekannte Anzahl an Episoden)
- 2007: Baila Reggaeton (unbekannte Anzahl an Episoden)
- 2008: Eleventh Hour – Einsatz in letzter Sekunde (Eleventh Hour) (1 Episode)
- 2009: Los del Solar (unbekannte Anzahl an Episoden)
- 2009: CSI: Miami (1 Episode)
- 2010: Nip/Tuck – Schönheit hat ihren Preis (Nip/Tuck) (1 Episode)
- 2010: Chico de mi Barrio (40 Episoden)
- 2012: Fetching (Webserie; 3 Episoden)
- 2013: CSI: Vegas (CSI: Crime Scene Investigation) (1 Episode)
- 2013: Reich und Schön (The Bold and the Beautiful) (5 Episoden)
- 2015: Good Work (Talkshow)
- 2019: Señores Papis  (79 Episoden)
- 2020: Dos Hermanas (9 Episoden)